# Modern femkamp vid olympiska sommarspelen 1980
Resultat från tävlingarna i modern femkamp vid olympiska spelen 1980. 

## Medaljörer
| Spel                     | Guld                                                           | Silver                                                  | Brons                                                     |
| Individuellt Detaljer... | Anatoli Starostin Sovjetunionen                                | Tamás Szombathelyi Ungern                               | Pavel Lednjov Sovjetunionen                               |
| Lag Detaljer...          | Sovjetunionen Anatoli Starostin Pavel Lednjov Jevgenij Lipejev | Ungern Tamás Szombathelyi Tibor Maracskó László Horváth | Sverige Svante Rasmuson Lennart Pettersson George Horvath |

## Medaljtabell
| Pl. | Nation        | Guld | Silver | Brons | Totalt |
| --- | ------------- | ---- | ------ | ----- | ------ |
| 1   | Sovjetunionen | 2    | 0      | 1     | 3      |
| 2   | Ungern        | 0    | 2      | 0     | 2      |
| 3   | Sverige       | 0    | 0      | 1     | 1      |

## Deltagande nationer
| - Australien (1) - Österrike (2) - Bulgarien (3) - Tjeckoslovakien (3) - Finland (3) - Frankrike (3) | - Storbritannien (3) - Ungern (3) - Irland (3) - Italien (1) - Mexiko (2) | - Nya Zeeland (1) - Polen (3) - Rumänien (3) - Sovjetunionen (3) - Spanien (3) - Sverige (3) |